# Kifri
Kifri (arabisch کفري, DMG Kifrī, kurdisch کفری, türkisch Kifri) ist die zentrale Stadt des Distrikts Kifri im irakischen Gouvernement Diyala. Die Stadt hat eine kurdische Mehrheit und eine turkmenische und arabische Minderheit. Sie wird von der Autonomen Region Kurdistan verwaltet, bleibt aber ein umstrittenes Gebiet zwischen den Kurden und der Zentralregierung in Bagdad.

## Lage
Die Stadt liegt an einem Zufluss des Tigris', der die Stadt in zwei Hälften teilt. Neben der heutigen Stadt gibt es Eski Kifri (was im irakisch-turkmenischen Dialekt „Altes Kifri“ bedeutet), welches eine große und weitläufige Stätte etwa acht Kilometer südwestlich ist.

## Geschichte
Schon in den 1820er Jahren war bekannt, dass es in Kifri Erdöl gab. James Buckingham besuchte die Stadt in jener Zeit. Er beschrieb die Stadt als sauber und mittelgroß und schätzte ihre Einwohnerzahl auf 3000. Buckingham beschrieb auch, dass die Stadt Basare mit ausgezeichnetem Obst, insbesondere Melonen und Trauben, hatte. Kifri besaß eine Garküche und ein Kaffeehaus.
Kifri war jahrhundertelang Teil des Osmanischen Reiches, wo es auch unter dem Namen Salahiye ein Kaza (Gerichtsbezirk) des Vilâyets Mossul war, bis das Vereinigte Königreich die Stadt im April 1918 während des Mesopotamienfeldzugs eroberte. Anfangs hatten die Briten noch Schwierigkeiten, Mesopotamien zu kontrollieren, was sich in dem schiitisch dominierten Irakaufstand von 1920 und den Revolten von Mahmud Barzandschi, dem sich Kifri aber nicht anschloss, bemerkbar machte.
Während des Britischen Mandats wurde die turkmenische Sprache aufgrund der bedeutenden turkmenischen Bevölkerung eine Amtssprache der Stadt gemäß Artikel 5 des Sprachengesetzes von 1930.
Britischen Daten zufolge machten Kurden 1924 bzw. 1931 67 % bzw. 60 % der Bevölkerung der Stadt aus, während die restliche Bevölkerung Araber und Turkmenen waren. Die Stadt wurde jedoch nicht in die britisch-irakische „Local Languages Law“-Initiative von 1931 aufgenommen, die Kurdisch zu einer Amtssprache in der Stadt gemacht hätte. Bei der irakischen Volkszählung von 1947 waren 70 % der Bevölkerung Kurden.

### Irakisch-kurdischer Konflikt
Während es zuvor Teil des Gouvernements Kirkuk war, wurde es 1976 im Rahmen der Arabisierungsbemühungen des Irak dem Gouvernement Diyala angegliedert. Die Stadt wurde  während des Aufstand im März 1991 schnell von kurdischen Rebellen (Peschmerga) eingenommen. Im Oktober 1991 kam es zu schweren Kämpfen zwischen irakischen Streitkräften und der Peschmerga, nachdem erstere begonnen hatten, die Stadt wahllos zu beschießen, was etwa 1.000 Kurden dazu veranlasste, nach Sulaimaniyya zu fliehen. Die irakischen Streitkräfte scheiterten letztendlich bei der Rückeroberung der Stadt und Kifri sollte bei der Gründung im Mai 1992 in die autonome Region Kurdistan aufgenommen werden, obwohl es Teil des Gouvernements Diyala ist. Die Stadt erlebte außerdem im Dezember 1993 tödliche Zusammenstöße zwischen der Patriotischen Union Kurdistans und der Islamischen Bewegung Kurdistans, die sich schnell auf andere Städte in der Region ausbreiteten. Allein am 28. Dezember wurden 18 IBK-Mitglieder getötet.
Obwohl sie der südlichste Punkt der autonomen Region war, blieb die Stadt über ein Jahrzehnt lang ruhig, bis im April 2003 das US-Militär während der US-geführten Invasion im Irakkrieg die Außenbezirke der Stadt beschoss und die irakische Armee zwang, sich nach Süden zurückzuziehen. Im April 2005 wurde in der Stadt ein Massengrab aus der Anfal-Operation entdeckt. Im September 2005 forderten Einwohner von Kifri, wieder in das Gouvernement Kirkuk eingegliedert zu werden, um die Arabisierungspolitik von 1976 rückgängig zu machen.
Im Juli 2020 einigten sich kurdische und irakische Streitkräfte darauf, das Gebiet südlich der Stadt Kifri trotz wiederkehrender Spannungen gemeinsam zu regieren.

## Jüdische Gemeinschaft
Bis zum Exodus nach Israel in den 1950er Jahren existierte in Kifri jahrzehntelang eine jüdische Gemeinde. Während die jüdische Bevölkerung in Kifri 1826 nur sechs Personen betrug, wuchs sie 1845 auf 15 Haushalte mit einer Synagoge in der Stadt an. Die Zahl der Juden betrug 1859 30 Haushalte und 1884 50 Personen. Die jüdische Bevölkerung wuchs bis zur Jahrhundertwende stetig auf 300 Personen im Jahr 1906, 540 im Jahr 1924 und 722 im Jahr 1931.